# Victor Weisskopf
Victor Frederick Weisskopf (19 septembre 1908 à Vienne, Autriche-Hongrie - 23 avril 2002 à Newton, Massachusetts, États-Unis) est un physicien théoricien autrichien, naturalisé américain en 1942.

## Biographie
Pendant les années 1940, Weisskopf travaille au développement des premières bombes atomiques américaines.
Il est directeur général du CERN de 1961 à 1966.
Il est membre de l'Académie nationale des sciences des États-Unis, de l'Académie bavaroise des sciences et de l'Académie écossaise des sciences.
Il est docteur honoris causa des universités de Manchester, Lyon, Bâle, Uppsala, Genève et Yale. Il a reçu en 1956 la médaille Max-Planck.

## Publications
- Victor Weisskopf, The Joy of Insight : Passions of a physicist, Basic Books, 1991.  (ISBN 0-465-03677-5). (Autobiographie)
- Victor Weisskopf, The Privilege of Being a Physicist, Freeman, 1990.  (ISBN 0-7167-2106-6).
- Kurt Gottfried et Victor F. Weisskopf, Concepts of Particle Physics (2 volumes), Oxford University Press (réédition en 1986).  (ISBN 0-19-504373-1) (vol. 1) et  (ISBN 0-19-503393-0) (vol. 2)
- J. M. Blatt et V.F. Weisskopf, Theoretical Nuclear Physics, Dover Publications, Inc. (1991),  (ISBN 0-486-66827-4).